# متی اویوانن

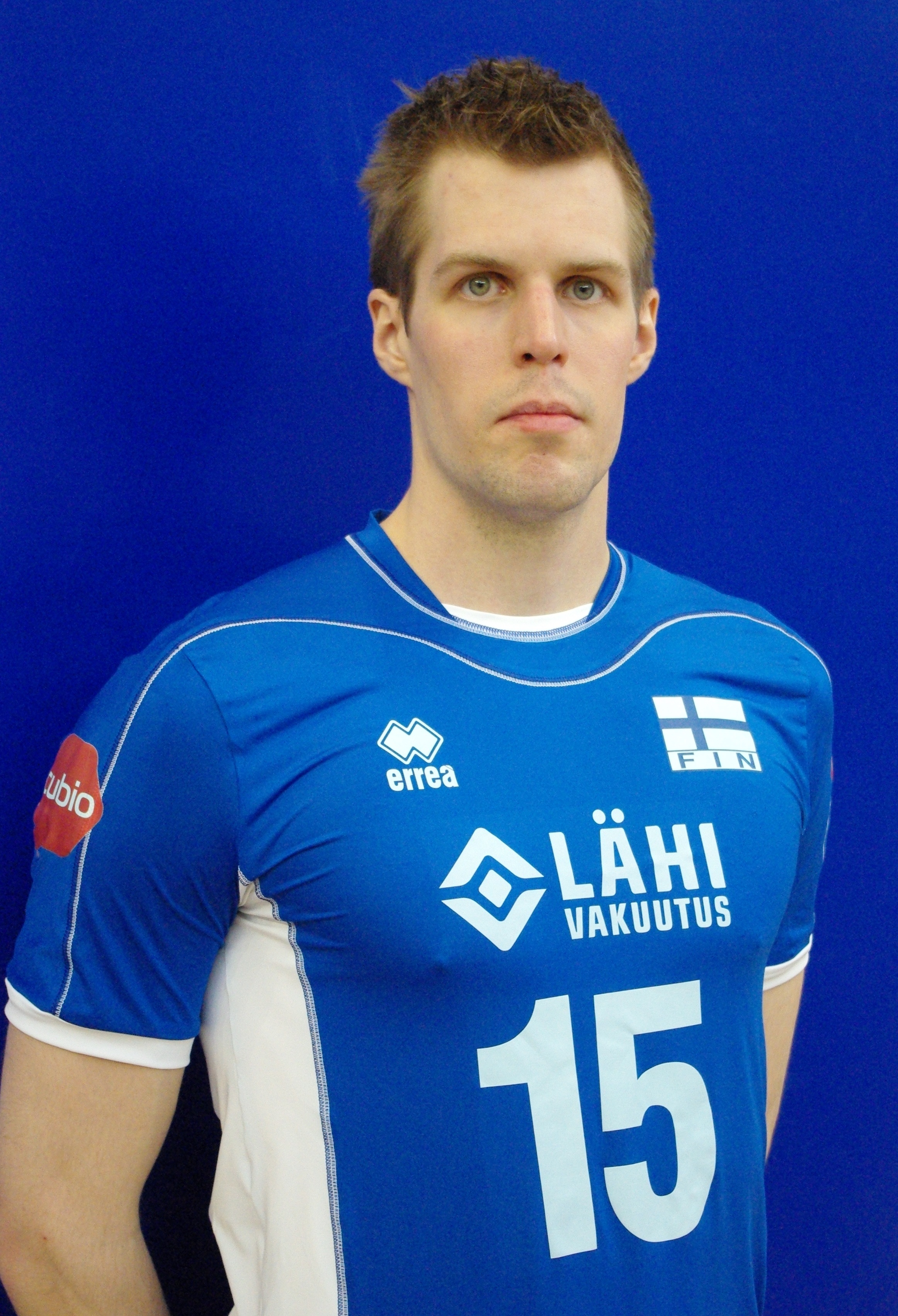
میکو در سال ۲۰۱۲

ماتّی تاپیو اُیوانِن (به فنلاندی: Matti Tapio Oivanen) (زاده ۲۶ مه ۱۹۸۶ در هویتین) بازیکن والیبال اهل فنلاند عضو تیم ملی والیبال فنلاند و بازیکن فعلی باشگاه ازتس اولشتین و برادر دو قلو میکو اویوانن است. میکو از ستاره های تیم ملی فنلاند به شمار می رود و یکی از لژیونرهای موفق والیبال فنلاند است.

## جوایز فردی
- بهترین بازیکن لیگ فنلاند ۲۰۰۴
- بهترین زننده سرویس لیگ فنلاند ۲۰۰۸